# Villa Knittl (Tutzing)

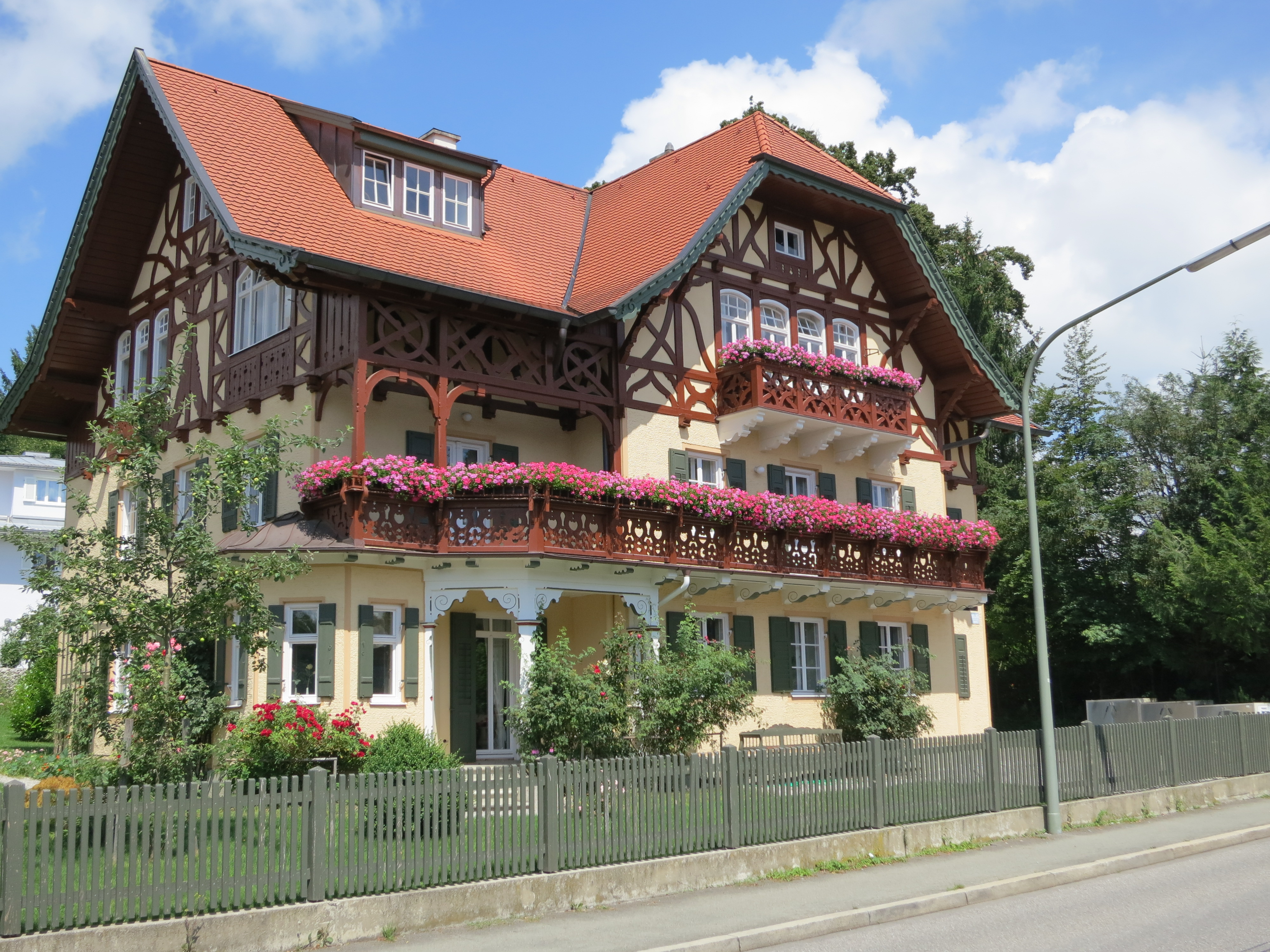
Villa Knittl, 2016

Die Villa Knittl ist ein Wohnhaus im Schweizerstil in Tutzing. Sie wurde 1871 vom Maurermeister Josef Knittl errichtet. 30 Jahre danach, 1901, hat Knittls Sohn, der Baumeister Xaver Knittl das Haus umgebaut und erweitert. Es entspricht dem typischen Landhaus-Stil am Starnberger See, auch „Knittl-Stil“ genannt. Das Vorder- und Hinterhaus an der Hauptstraße 93 sind geschützte Baudenkmäler.

## Geschichte
Der zweigeschossige Satteldachbau im Schweizerstil mit Risalit und Schopfwalmdach ist mit reichem Zierfach- und Bundwerk sowie Balkonen versehen, von Baumeister Xaver Knittl für sich selbst erbaut im Jahr 1900. Das Rückgebäude ist ein zweigeschossiger Satteldachbau mit Fachwerkobergeschoss, erbaut 1901. Der Ursprungsbau wurde 1871 vom Maurermeister Josef Knittl als Stammhaus für das von ihm 1872 gegründete Baugeschäft errichtet.
Das in exponierter Lage direkt am Ortseingang errichtete Familienhaus war das nach alter Nummerierung 68. Haus in Tutzing. Die stattliche Villa Knittl diente auch später nicht nur als repräsentativer Wohnsitz, sondern auch als Aushängeschild für das Baugeschäft – es war sozusagen eine steinerne Werbetafel an der Hauptstraße.
Mit der Erweiterung und dem Umbau des elterlichen Hauses durch den ältesten Sohn und Firmennachfolger Xaver Knittl wurde aus einem damals bereits recht ansehnlichen Landhaus eine Villa „mit reichem Zierfach- und Bundwerk sowie vorkragenden Flachwalm- und Satteldächern. Der Baukörper ist ganz im Sinne des Späthistorismus gestaltet. Das sehr aufwendige, ornamental über die obere Hälfte der Fassade gelegte Zierfachwerk, eine für Xaver Knittl charakteristische Gestaltungsweise, war in keiner Weise konstruktiv notwendig, sondern allein als malerische Bereicherung gedacht“.

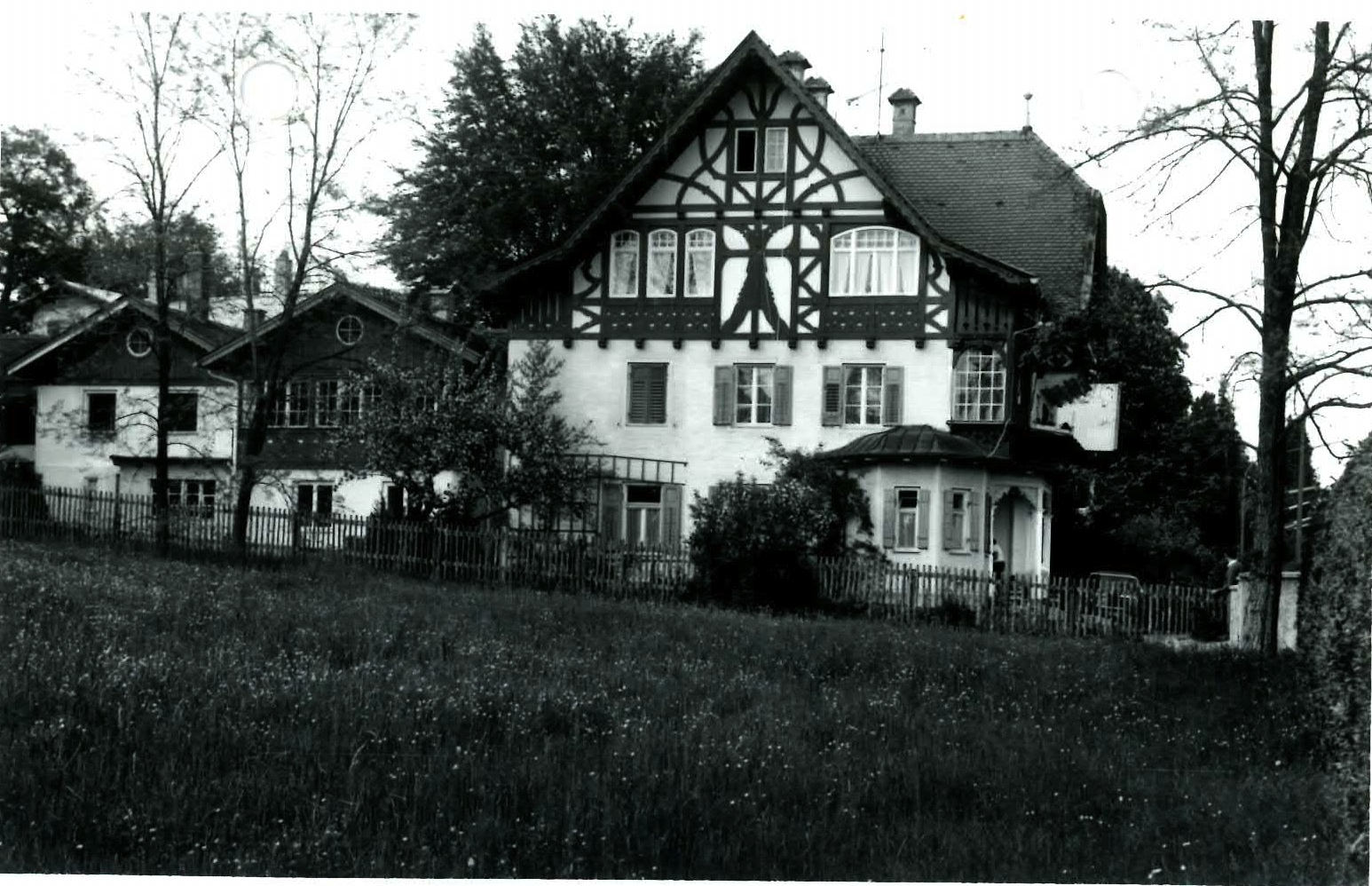
Villa Knittl von Süden mit Hinterhaus um 1970

Das Vorderhaus wurde im Zuge des Umbaus um ein Stockwerk angehoben, der Erker samt der jugendstilähnlichen Treppe zum Garten hin ergänzt sowie das Vorderhaus im Südwesten erweitert.
Das Rückgebäude, das zu Zeiten von Josef Knittl aus einer Remise für die Rösser bestand, baute Xaver Knittl zu einem zweigeschossigen Satteldachbau um, in dem im Parterre Baubüro, Küche sowie im rückwärtigen Teil gewerbliche Räume wie Lager, Werkstätten, Waschküche, Holzlege und Hühnerstall untergebracht waren. Im rückwärtigen Teil des Hinterhauses wurden Fertigteile wie Rohre in Betonschalungen für den Bau gegossen.
Im Hinterhaus gelangte man vom offiziellen Baubüro über eine Verbindungstür in das hintere Büro, wo unter anderem Baupläne archiviert wurden und ein Tresor in die Wand eingelassen war, in dem das Geld zur Auszahlung der Löhne für die Arbeiter deponiert wurde. Im Obergeschoß des Rückgebäudes befanden sich die Schlafräume der Familie.

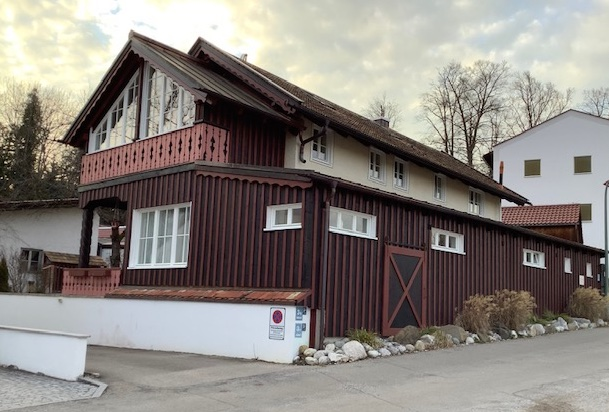
Arbeiterhaus (ehemals Pferdestall) nach Sanierung 2022

Als Ersatz für die Remise erbaute 1905 Xaver Knittl in unmittelbarer Nähe an der heutigen Von-Kühlmann-Straße 5, einen Pferdestall für seine Rösser, die er damals für das Fuhrwerk benötigte, sowie Lagerhallen für Baumaterialien. Vom rückwärtigen Teil des Baugeschäfts konnte man früher noch auf direktem Wege zu Fuß zum Lagerplatz gelangen. Das Gebäude für die Pferde, wo sich im Obergeschoss das Zimmer für den Rossknecht und der Heuboden befand, erfuhr mit der Motorisierung und dem Wegfall von Fuhrwerken eine Nutzungsänderung. Es wurde zum Arbeiterhaus der Baufirma. Es wohnten in dem Häuschen gleichzeitig drei Generationen. Der Vater des Poliers funktionierte dort im Parterre sein „Wohnzimmer“ zur Maurerkneipe um. Diese soziokulturelle Begegnungsstätte und Treffpunkt für Handwerker, wo fast rund um die Uhr Flaschenbier konsumiert wurde, ist überregional berühmt geworden unter den Namen „Schwarze Gans“. Vermutlich ist die Namensgebung „Schwarze Gans“ darauf zurückzuführen, dass zum einen die Wirtsstube konzessionslos war und wenn man einen Handwerker in Tutzing für Schwarzarbeit brauchte, traf man dort zu jeder Tageszeit einen Handwerker an.

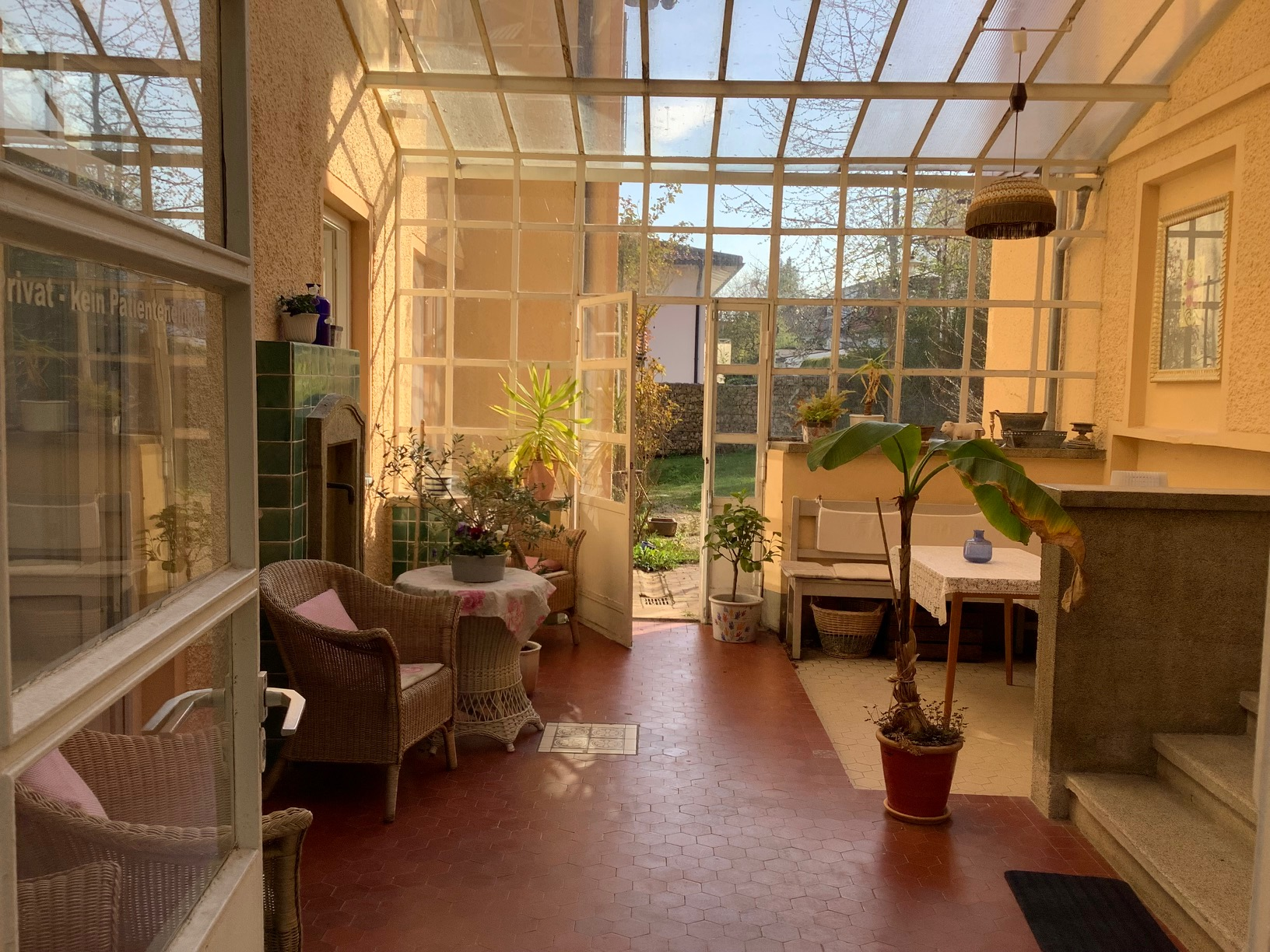
Historisches Glashaus der Villa Knittl mit Brunnen, Baujahr 1895

Das Arbeiterhaus wurde im Jahr 2020 im Bestand komplett saniert und ist heute an mehrere kleine Parteien vermietet. Der ursprüngliche angebaute Lagerschuppen wurde zu Wohnraum umgewandelt. Der eigentliche Nutzungsgedanke eines Arbeiterhauses wurde bei der Sanierung weiterhin verfolgt.
Nach Umbau und Erweiterung 1901 war das Vorderhaus in der Hauptstraße immer traditionsgemäß fremd vermietet. Nach dem Zweiten Weltkrieg quartierte man im Vorderhaus Flüchtlingsfamilien aus dem Sudetenland oder andere kriegsbedingte Heimatlose ein, die vorhandenen Mieter mussten sich „einengen“. Nach Kriegsende quartierten sich im Hinterhaus amerikanische Soldaten für mehrere Wochen ein. Die Familie ist in dieser Zeit zur Verwandtschaft ans Ostufer gezogen.

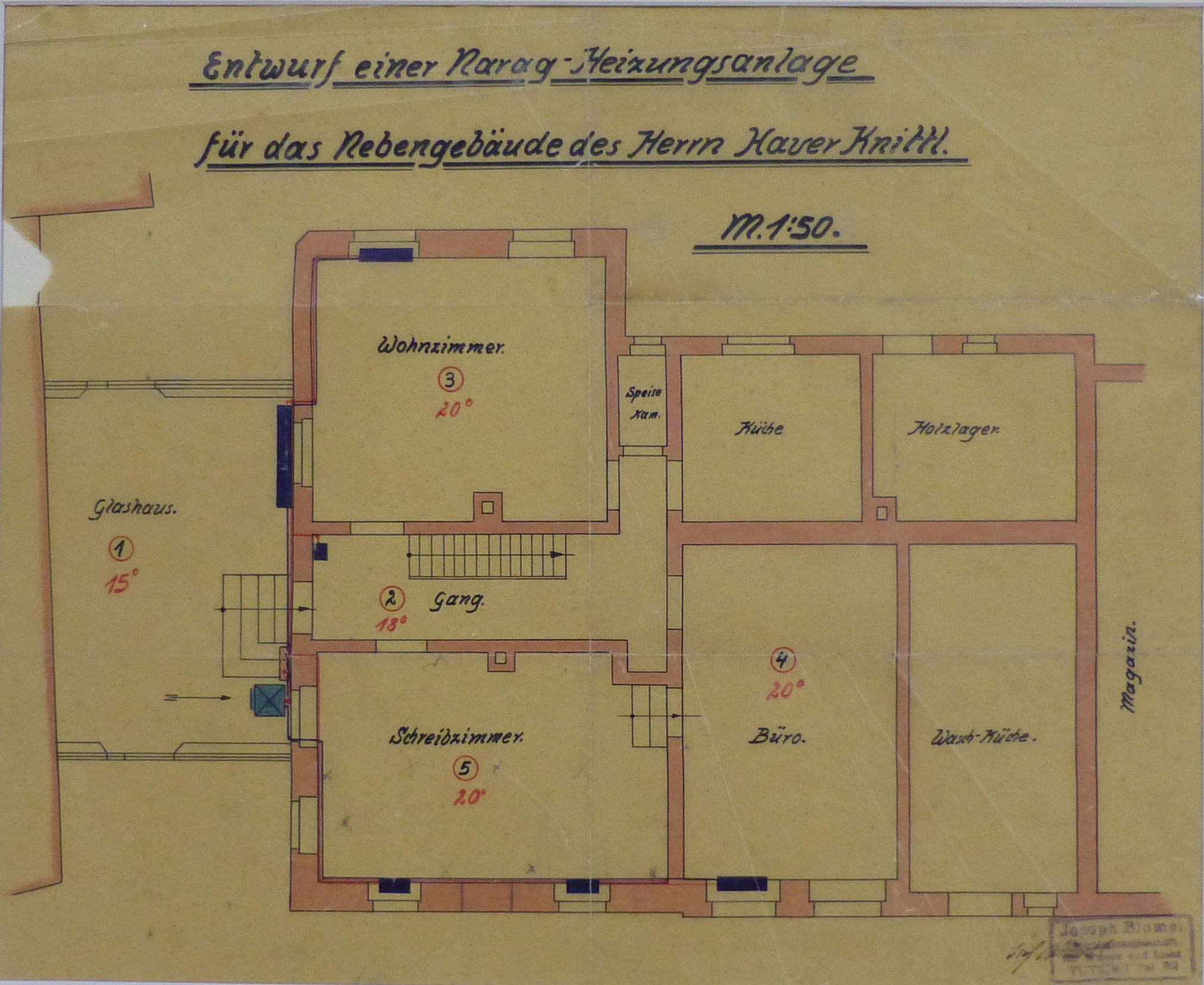
Entwurf NARAG-Heizungsanlage Hinterhaus um 1920

Zwischen Vorderhaus und Rückgebäude befindet sich ein Glashaus mit Brunnen, das man betreten musste, um ins Baubüro zu gelangen. In dem zum Teil eingerichteten Glashaus aß die Familie zusammen und es fanden auch gesellige Treffen statt. Das Essen wurde durch ein damals noch vorhandenes Fenster vom Wohnzimmer ins Glashaus durchgereicht. Das Wasser des Brunnens kam  vor Einführung der gemeindlichen Wasserversorgung aus der privaten Quelle des Baumeisters Xaver Knittl, die ihren Ursprung in der Waldschmidtschlucht, in der Nähe der Kiesgrube des Baugeschäfts, hatte.
Durch die Rohre der Heizungsanlage war das Glashaus immer beheizt. Denn dort war eine der ersten NARAG-Heizungsanlagen, eine Schwerkraftheizung, untergebracht, die das Hinterhaus beheizte und aus dem Installationsgeschäft Blümel in Tutzing stammte.
Die Villa hat viel Ähnlichkeit mit der denkmalgeschützten Villa Knittl in Feldafing, die sein jüngster Bruder Engelbert Knittl (1882–1963) im Jahr 1909 für sich erbaute. Engelbert Knittl übernahm 1907 in Feldafing das Baugeschäft des bekannten Feldafinger Baumeisters Johann Biersack (1840–1907), wobei Xaver Knittl bereits das elterliche Baugeschäft seit 1894 in Tutzing leitete. Das Stammhaus blieb bis zur Aufgabe des Baugeschäfts 1987 Firmensitz in Tutzing.
Im Jahr 2013 wurde das Vorder- und Hinterhaus denkmalgerecht saniert und ist weiterhin vermietet.

## Ausstellungen
- Ortsmuseum Tutzing (12. November 2015 – 24. April 2016): Knittl, Baumeister, Tutzing, Häuser und Villen am Starnberger See
- Rathaus Tutzing: 1275 Jahre Tutzing (27. Januar 2017 – 16. Juni 2017): Häuser als Denkmäler – Erinnerung und lebendige Gegenwart